# Lounge FM
«Lounge FM» — українська радіостанція, яка мовила на частоті 106.0 FM у Києві. Вперше з'явилась в ефірі 18 січня 2013 року.

## Ефір
Радіостанція мовить у форматі Easy Listening, ефір складається з музичних композицій у форматі Lounge, Chill-out, Downtempo, Nu-Disco, Soulful House. Крім радіостанції, на сайті є три онлайн-канали:
- LoungeFm Acoustic
- LoungeFm ChillOut
- LoungeFm Terrace

## Команда
- Антон Птушкін — засновник
- Євген Богиня — програмний директор, музичний редактор

## Історія
18 січня 2013 року — радіостанція почала мовлення.
У лютому 2015 року Птушкін покинув холдинг UMH, а місце програмного директора зайняв Євген Богиня.
23 квітня 2019 года — аннульована ліцензія на мовлення на частоті 99.4 FM.
21 грудня 2019 року — розпочато мовлення на частоті 106.0 FM.
24 грудня 2019 року — припинено мовлення на частоті 99.4 FM.
26 лютого 2022 року — у зв'язку з введеням воєнного стану радіостанція транслює марафон «Єдині новини» з включеням Українського радіо.
10 квітня 2022 року — радіостанція вийшла з марафону.
11 квітня 2022 року — нетривале мовлення на частотах Радіо Шансон.
1 серпня 2022 року — в зв'язку з фінансовими проблемами призупинено FM-мовлення радіостанції, але онлайн-мовлення продовжується.
Ідея створення радіо належить Антону Птушкіну. Генеральний директор радіогрупи UMH Юрій Голик ідею радіостанції підтримав. Птушкін став програмним директором радіостанції, розробив програмну концепцію і зібрав музичну базу. Згодом до команди приєднався Євген Богиня, який зайняв пост музичного редактора та звукорежисера.
Радіостанція також має мобільні додатки для iOS  та Android .

## Передачі
- Плед
- Лаунж Терраса
- Natural Sounds
- Airport Lounge
- Easy Grooves

## Цікаві факти
Lounge Fm була запущена в 00:00 18 січня 2013 року. Як виявилося пізніше, паралельно з запуском Lounge FM готувалася до запуску інша, близька за форматом станція Radio Relax радіогрупи ТАВР, яка запустилась 20 січня 2013 року.